# Bolbohamatum laterale
Bolbohamatum laterale är en skalbaggsart som beskrevs av John Obadiah Westwood 1848. Bolbohamatum laterale ingår i släktet Bolbohamatum och familjen Bolboceratidae. Inga underarter finns listade.